# دستگاه اعداد پایه ۳۶
دستگاه اعداد پایه ۳۶ (انگلیسی: base-36 یا Hexatrigesimal)، سیستم عددنویسی ارزش مکانی بر پایه ۳۶ می‌باشد. انتخاب ۳۶ از این نظر مناسب است که اعداد را می‌توان با استفاده از ارقام عربی (۰–۹) و حروف لاتین (A-Z) نمایش داد. این سیستم از نمادهای ۰ تا ۹ برای مقادیر ۰ تا ۹ و از حروف A تا Z برای مقادیر ۱۰ تا ۳۶ استفاده می‌کند.
هر رقم مبنای ۳۶ برای نمایش به کمتر از ۶ بیت در مبنای دودویی نیاز دارد.

## معادل اعداد ده‌دهی در دستگاه اعداد پایه ۳۶

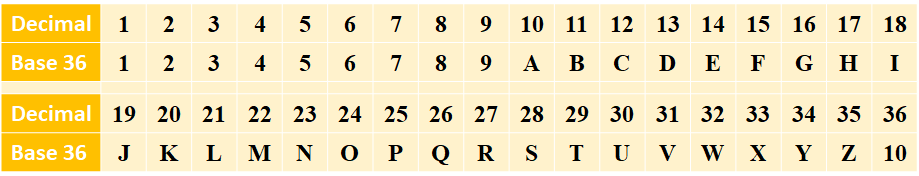
جدول اعداد ۱ تا ۳۶ در دستگاه اعداد پایه ۳۶